# Nullemont
Nullemont – miejscowość i gmina we Francji, w regionie Normandia, w departamencie Sekwana Nadmorska.
Według danych na rok 1990 gminę zamieszkiwało 109 osób, a gęstość zaludnienia wynosiła 19 osób/km² (wśród 1421 gmin Górnej Normandii Nullemont plasuje się na 787. miejscu pod względem liczby ludności, natomiast pod względem powierzchni na miejscu 631.).